# A.S. Atletico Calcio
Associazione Sportiva Atletico Calcio là một câu lạc bộ bóng đá Ý có trụ sở tại Cagliari và Villasor, Sardinia. Nó được thành lập vào năm 1963. Câu lạc bộ giải thể năm 2008.

## Lịch sử
Associazione Sportiva Atletico Calcio được thành lập năm 1963 với tên Atletico Cagliari và được đổi tên trước Atletico Sirio năm 1996 và một lần nữa Atletico Elmas năm 1998. Chỉ trong mùa hè năm 2002, nó đã được đổi tên với cái tên cuối cùng.
Đội đã chơi 10 mùa ở Serie D: từ 1996-97 đến 1999-2000 và từ 2001/02 đến 2006-2007 khi nó bị xuống hạng ở Eccellenza.
Vào mùa hè năm 2008, sau khi vị trí thứ 11 tại Eccellenza Sardinia, Atletico Elmas sáp nhập với Decimese Aurora & Decimo thành lập ASD Atletico Decimomannu và vì vậy nó đã bị giải thể.

### Màu sắc và huy hiệu
Màu sắc của nó là trắng, vàng và xanh lá cây.

### Sân vận động
Đội được chơi tại Stadio San Biagio Villasor ở Villasor, có sức chứa 1.200.

## Từ năm 2008 đến ngày nay
Sau hai mùa từ 2008 đến 2010 tại Eccellenza Sardinia, vào mùa hè 2010 ASD Atletico Decimomannu đã được sáp nhập với Polisportiva Elmas Elmas (câu lạc bộ của Prima Cargetoria Sardinia) thành lập ASD Atletico Elmas.
Vào mùa hè 2012, sau vị trí thứ 15, nó đã không tham gia Eccellenza 2012-13 và bị rớt xuống Promozione.